# Mohamed – Eine Abrechnung

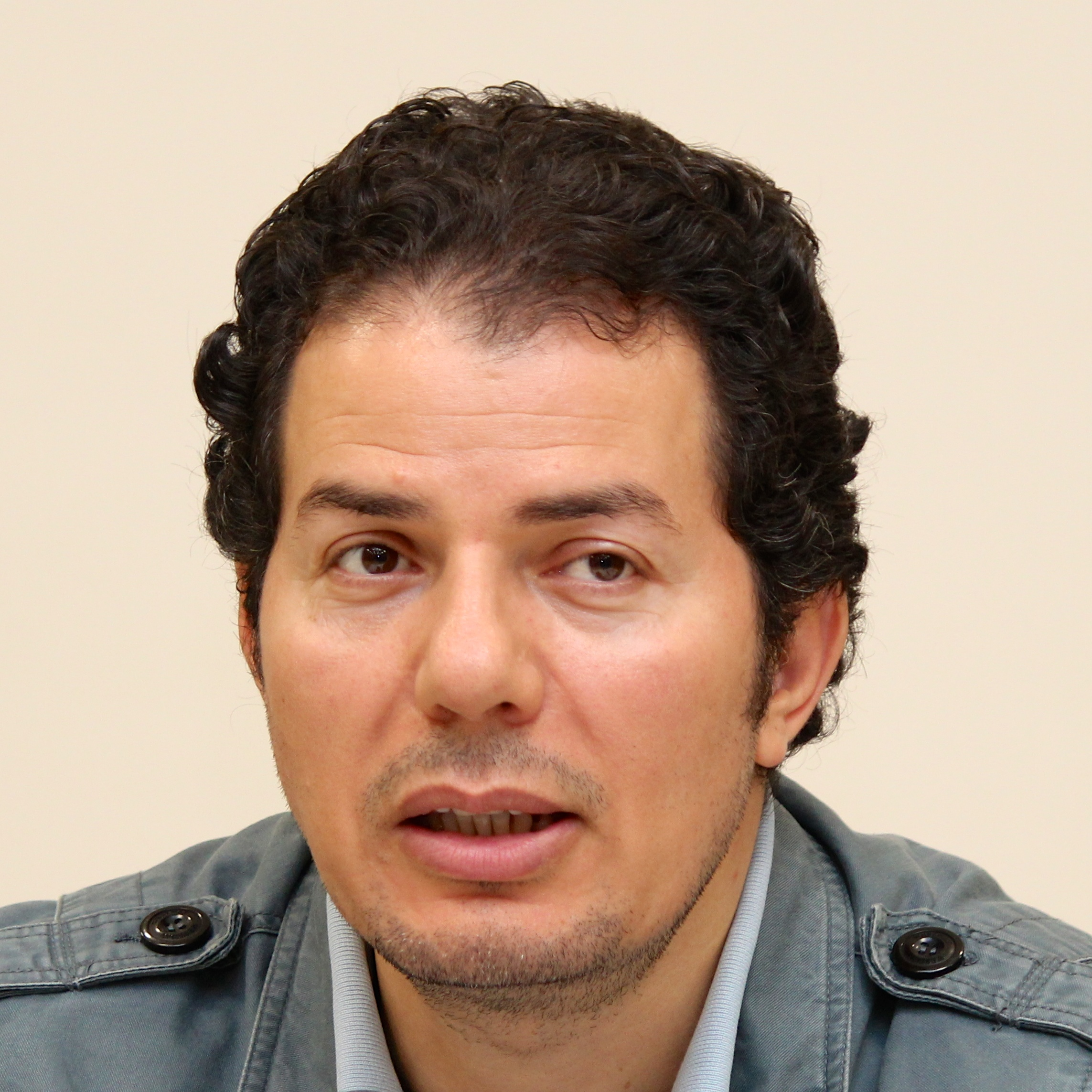
Hamed Abdel-Samad (2013)

Mohamed – Eine Abrechnung ist ein 2015 im Droemer-Verlag erschienenes, islamkritisches Sachbuch des deutsch-ägyptischen Politologen Hamed Abdel-Samad. Das Hauptthema des Buches bildet eine Darstellung des Lebens Mohammeds und der Entstehung des Islams. Das Vorgehen Osama bin Ladens sowie die Verbrechen  islamistischer Terrororganisationen wie des Islamischen Staates führt er hierbei auch auf die Bereitschaft Mohammeds zurück, den Islam durch gewaltsame Unterwerfung und teilweise physische Liquidierung Andersgläubiger zu verbreiten. Auch Vergleiche zur Mafia werden gezogen.

## Inhalt
Nach der Einleitung, Radikalisierung eines Visionärs, die einen groben Überblick über das Leben Mohammeds gibt, teilt Abdel-Samad sein Werk in acht Kapitel auf.
Das erste Kapitel, Mohameds Wiedergeburt, widmet sich der Frage, ob Mohammed je existierte und wie eindeutig sein Leben zu lesen sei. Abdel-Samad geht von einer Existenz Mohammeds aus, zweifelt jedoch an, dass die Hadithen als Werke, die lange nach Mohammeds Ableben entstanden, an jeder Stelle die Realität widerspiegeln. In diesem Kapitel ist Abdel-Samad darauf bedacht, die Rolle des Mohammed-Biografen Ibn Ishāq zu betonen, der einen großen Beitrag zum Gründungsmythos des Islams geleistet habe.
Das zweite Kapitel, Mohamed und Ismael, geht Mohammeds Herkunft nach. Abdel-Samad hält ihn für ein aus einer „Beischlaf-Ehe“ hervorgegangenes Kind, das von seinem Stamm verschmäht wurde. Zur Mitte seines Lebens sei Mohammed in eine tiefe Identitätskrise gefallen und habe seinen Beruf des Kaufmanns aufgegeben. Dies sei von akustischen und visuellen Halluzinationen sowie Suizidgedanken begleitet worden und der Ursprung des Islams. Bereits in diesem Kapitel zieht Abdel-Samad Parallelen zwischen dem Vorgehen Mohammeds im frühen Mittelalter und dem des Islamischen Staats im 21. Jahrhundert.
Im dritten Kapitel, Mohammeds Verdienste, geht Abdel-Samad diesen nach und nennt vor allem die Einigung der arabischen Stämme sowie die Kreierung einer arabischen Kultur und Sprache, die Mohammed jedoch mit einem „totalen Krieg“ durchgesetzt habe. Abdel-Samad betont auch, dass Mohammed den Islam allein durch das Wort verkünden wollte, jedoch bei allen Versuchen, dies zu tun, verlacht oder vertrieben wurde. Darauf wandte er sich der Gewalt zu und überfiel, mit Hilfe der Khasradsch und der Aos, seinen eigenen Stamm. Dieses Vorgehen vergleicht Abdel-Samad mit dem Vorgehen Osama bin Ladens und des Islamischen Staates. Zudem zieht Abdel-Samad Vergleiche zwischen der Cosa Nostra auf Sizilien und der politischen Struktur des Islams. Die sizilianische Kultur wurde, so der Autor, während der islamischen Besatzungszeit der Insel nachhaltig geprägt, was man etwa am sizilianischen Ehrenmord erkennen könnte.
Das vierte Kapitel, Jenseits des Schleiers, widmet sich der Beziehung Mohammeds zum weiblichen Geschlecht. „Je älter er wurde, desto pubertärer wurde sein Umgang [...] gegenüber Frauen“, schreibt der Autor. Insbesondere Mohammeds Vielehe und seine restriktiven testamentarischen Bestimmungen gegenüber seinen Gattinnen werden angeprangert. Abdel-Samad geht davon aus, dass dieses Verhalten möglicherweise aus Mohammeds früher Kindheit zu erklären ist. Damals habe Mohammeds Mutter ihren Sohn drei Wochen nach der Geburt verstoßen. Seine – deutlich ältere – erste Frau, Khadidscha, habe für Mohammed die Rolle einer Ersatzmutter gespielt. Danach wendet Abdel-Samad sich Mohammeds ältester Tochter, Zainab, und dessen jüngster Ehefrau, Aischa, zu.
Das fünfte Kapitel, Das Wort Gottes oder „wirres Bündel von Träumen“, beginnt Abdel-Samad mit einer persönlichen Einleitung, wie er, als Sohn eines Imams, den Koran im Kindesalter auswendig lernen musste. Später fand er in der Augsburger Universitätsbibliothek den Koran mit der Autorenangabe Unbekannt. Daran anknüpfend kritisiert der Autor die islamische Lehre, Mohammed habe den Koran als göttliche Offenbarung empfangen, und sieht viele Teile des Korans als niedergeschriebene Halluzinationen Mohammeds an.
Im sechsten Kapitel, Mohamed und die Juden, charakterisiert Abdel-Samad Mohammed als Massenmörder und Antisemiten. Dabei bedient sich der Autor islamischer Quellen, die Massaker an Juden belegen (siehe Banū Quraiza). Zudem widmet sich Abdel-Samad ausführlich der Sprache des Korans, die sich, parallel zu der Entwicklung von Mohammeds Haltung gegenüber den Juden, änderte.
Im siebten Kapitel, Genie und Wahn, beschreibt Abdel-Samad Mohammed als einen gekränkten Außenseiter, krankhaften Tyrannen, Narzissten und Paranoiker mit Hypergraphie aufgrund von Schläfenlappenepilepsie.
Das achte Kapitel, Der nackte Prophet, ist das kürzeste Kapitel des Werkes. Abdel-Samad geht darin auf das zeitgenössische Ereignis des Anschlages auf Charlie Hebdo ein und wünscht der muslimischen Gemeinde einen liberaleren Umgang mit Kritik und Satire.
Im Anhang können wichtige Daten zur Entstehung des Islams und eine Bibliografie eingesehen werden.

## Widmung
Abdel-Samad widmete das Buch den Opfern des Anschlags auf Charlie Hebdo, bei dem Islamisten Mitarbeiter der französischen Satirezeitschrift Charlie Hebdo, die mehrfach Mohammed zum Gegenstand ihrer Karikaturen gemacht hatte, ermordeten. Im Einzelnen angeführt sind Stéphane Charbonnier, Jean Cabut, Georges Wolinski, Bernard Verlhac, Philippe Honoré, Mustapha Ourrad, Elsa Cayat, Bernard Maris, Michel Renaud, Frédéric Boisseau, Franck Brinsolaro und Ahmed Merabet. 

## Kritik
Das Buch wurde innerhalb der Massenmedien breit rezipiert und war bereits kurz nach Erscheinen ein Bestseller. Schon in der zweiten Woche nach dem Erscheinen erreichte es Platz 1 auf der Liste der meistverkauften Sachbücher des Magazins Buchreport.

### Positive Kritik
Armin Geus, emeritierter Medizinhistoriker der Universität Marburg und Islamkritiker, resümierte auf Citizen Times: „Der Verfasser hat ein mutiges, ehrliches Buch geschrieben. Die Bilanz seiner ‚Abrechnung‘ kann sich sehen lassen. Er hat sich auf die überfällige Demontage tödlicher Traditionen eingelassen und den ‚Liebling Allahs‘ als geisteskranken Religionsstifter entzaubert.“
Norbert Kron sagte in ttt – titel, thesen, temperamente im Ersten: „Was für ein streitbares Buch. Mit seinem Frontalangriff auf Mohammed will Abdel-Samad die Haltung der Muslime zur Religion verändern: Sie sollen ihren Glauben zur Privatsache machen. Er weiß, dass seine Provokation bei vielen auf Widerspruch stoßen wird.“
Der Journalist Kersten Knipp stellte in seiner Rezension für die Deutsche Welle abschließend fest: „Den Schlussfolgerungen Abdel-Samads zur Biographie des Propheten muss man nicht folgen. Womöglich sind sie in Teilen oder insgesamt alsbald widerlegt. Aber eines leistet das Buch: Es wird die Diskussion der Muslime über die Grundlagen ihres Glaubens fördern.“
Für die Jüdische Rundschau rezensierte Jerome Lombard: „Abdel-Samads Werk sticht heraus. Es ist keineswegs nur eine weitere Biographie, geschweige denn eine auf das Religiöse fokussierte Abhandlung. Es ist vielmehr eine biographische Skizze in Form eines Psychogramms. Geschrieben in einer historisch-kritischen Lesart. [...] das Buch ist ein Aufruf zu einer innerislamischen Aufklärungsbewegung.“

### Negative Kritik
Der Islamwissenschaftler und Buchautor Daniel Bax sah das Buch auf Spiegel Online äußerst kritisch. Mit Verweis auf eine frühere Aussage Abdel-Samads in einem Vortrag bei der AfD-Jugendorganisation schrieb er im Fazit seines Verrisses: „Nur aufgrund seiner Hautfarbe würde ihm keiner vorwerfen, ein Rassist zu sein, gluckste der Publizist. Da ist etwas dran. Und es ist falsch.“
Stefan Weidner, Chefredakteur der Fikrun wa Fann, sagte in seiner Besprechung im Deutschlandradio Kultur und in der Wiener Zeitung über Abdel-Samad: „Sein Islam- und Mohammed-Bild verdankt sich genau dem fundamentalistisch-salafistischen Islam, den es bekämpfen will. Der Unterschied zwischen der Mohammed-Darstellung Abdel-Samads und der eines Salafisten besteht nicht im Inhalt, sondern in der Wertung: Abdel-Samad findet verwerflich, was die Salafisten nachahmenswert finden. Beide glauben, es gäbe den wahren Mohammed, und sie wüssten, was dieser sei.“
In der Frankfurter Allgemeinen Zeitung resümierte der Nahostredakteur und Islamwissenschaftler Rainer Hermann: „Die Ideologen des IS lesen allerdings Muhammads Biographie so einseitig, wie es auch Abdel-Samad tut. [...] Der Islam braucht eine Erneuerung. Von Abdel-Samad kommt sie nicht.“ Weiterhin kritisierte er Abdel-Samads Umgang mit den Quellen.

## Ausgaben
- Mohamed – Eine Abrechnung. Droemer, München 2015, ISBN 978-3-426-27640-2. (eine Woche lang im Jahr 2015 auf dem Platz 1 der Spiegel-Bestsellerliste)
- Mohamed – Eine Abrechnung. Hörbuch auf CD. ABOD Verlag, 2015, ISBN 978-3-95471-407-0.